# Kostel Nanebevzetí Panny Marie (Banská Bystrica)
Kostel Nanebevzetí Panny Marie (slovensky Kostol Nanebovzatia Panny Márie), nazývaný také německý, je dominantou městského hradního areálu v Banské Bystrici na Slovensku. Na starších základech románské baziliky se čtvercovou svatyní ho postavili v polovině 13. století bohatí němečtí měšťané, majitelé dolů.
Opevnění okolo kostela se datuje k roku 1442. Od té doby prošel mnoha přestavbami. Na jižní straně kostela přistavili roku 1473 kaple sv. Ondřeje a Těla Kristova a roku 1480 kapli sv. Jana Křtitele. Také boční loď na severní straně přestavěli v roce 1478 na kapli a zasvětili ji sv. Barboře, patronce horníků.
Po ničivém požáru v roce 1500 zásluhou pozdně gotické přestavby, dostal kostel Nanebevzetí Panny Marie nový vzhled. Zasloužili se o to nejbohatší těžaři. Z tohoto období se datuje také jeho přívlastek „německý“. V roce 1761 opět postihlo město obrovský požár. Svým rozsahem patřil k největším v soudobé Evropě, zničil víc než tři sta domů. Na faře se zřítila střecha a propadly se klenby. Hlavní oltář z dílny Mistra Pavla z Levoče, který byl vyšší než levočský, se přeměnil na popel. Jen zázrakem uniklo zkáze sousoší, „Kristus na Olivové hoře“. Z interiéru se zachovala bronzová křtitelnice, kterou vyhotovil Mistr Jodok v roku 1475 a oratorium sv. Jana Almužníka nad sakristií, které pochází z roku 1516. Neporušená zůstala také kaple sv. Barbory, známa raně gotickým oltářem Mistra Pavla, který byl dokončený roku 1509. V kapli můžeme obdivovat originální klenbu, stejně jako fresky svatých: Vojtěcha, Martina, Hieronyma, Imricha a Ladislava.
Malba barokních kleneb z roku 1770 je dílem Antona Schmidta. Na hlavním oltáři jsou dva obrazy – Nanebevzetí Panny Marie a Sv. Trojice od J. L. Krackera z roku 1774. Liturgické předměty ze 17. a 18. století tvoří hodnotný chrámový poklad. Z nich vyniká kalich z poloviny 18. století od levočského zlatníka J. Szilassyho.